# Намеґата

35°59′25″ пн. ш. 140°29′21″ сх. д. / 35.99028° пн. ш. 140.48917° сх. д.
Намеґа́та (яп. 行方市, なめがたし, МФА: [namegata ɕi̥]) — місто в Японії, в префектурі Ібаракі.

## Короткі відомості
Розташоване в південно-східній частині префектури, на низькому плато, між озерами Касуміґаура і Кітаура. Виникло на основі декількох сільськогосподарських поселень раннього нового часу. Отримало статус міста 2 вересня 2005 року після об'єднання містечок Асо, Кітаура і Тамацукурі. Основою економіки є сільське господарство, рисівництво, вирощування китайської капусти. Станом на 1 жовтня 2007 площа міста становила 166,33 км². Станом на 1 серпня 2008 населення міста становило 38 746 осіб.